# Пышненки (Зеньковский район)
Пышненки (укр. Пишненки) — село,
Пышненковский сельский совет,
Зеньковский район,
Полтавская область,
Украина.
Код КОАТУУ — 5321385301. Население по переписи 2001 года составляло 548 человек.
Является административным центром Пышненковского сельского совета, в который, кроме того, входят сёла
Петро-Анновка,
Саранчовка,
Тимченки,
Холодовщина и
Зезекалы.

## Географическое положение
Село Пышненки находится на расстоянии 1 км от села Петро-Анновка, в 2-х км от сёл Морозы и Зезекалы.
По селу протекает пересыхающий ручей с запрудой.
Рядом проходит автомобильная дорога Т-1706.

## История
На карте 1869 года как Пашники

## Экономика
- Птице-товарная ферма.
- «Украгросоюз КСМ», ООО.

## Объекты социальной сферы
- Школа.